# Falcileptoneta gotoensis
Falcileptoneta gotoensis là một loài nhện trong họ Leptonetidae.
Loài này thuộc chi Falcileptoneta. Falcileptoneta gotoensis được miêu tả năm 2005 bởi Irie & Ono.